# Kolésnikovo
Kolésnikovo (en rus: Колесниково) és un poble de l'óblast de Kurgan, a Rússia, que en el cens del 2010 tenia 734 habitants. Pertany al districte de Ketovo.